# ورشاخ
ورشاخ (به آلمانی: Wörschach) یک منطقهٔ مسکونی در اتریش است که در ناحیه لیتسن واقع شده‌است. ورشاخ ۴۲٫۸۸ کیلومتر مربع مساحت دارد ۶۴۳ متر بالاتر از سطح دریا واقع شده‌است.